# Grande Prêmio dos Estados Unidos de 2001
Resultados do Grande Prêmio dos Estados Unidos de Fórmula 1 (formalmente XXX SAP United States Grand Prix) realizado em Indianápolis em 30 de setembro de 2001. Décima sexta etapa temporada, nele o finlandês Mika Häkkinen, da McLaren-Mercedes, conseguiu a última vitória de sua carreira. Este foi também o último comentário ao vivo na televisão do comentarista britânico, Murray Walker.

## Corrida
| Pos.   | Nº | Piloto                | Construtor       | Voltas | Tempo/Diferença | Grid | Pontos |
| ------ | -- | --------------------- | ---------------- | ------ | --------------- | ---- | ------ |
| 1      | 3  | Mika Häkkinen         | McLaren-Mercedes | 73     | 1:32:42.840     | 4    | 10     |
| 2      | 1  | Michael Schumacher    | Ferrari          | 73     | + 11.046        | 1    | 6      |
| 3      | 4  | David Coulthard       | McLaren-Mercedes | 73     | + 12.043        | 7    | 4      |
| 4      | 12 | Jarno Trulli          | Jordan-Honda     | 73     | + 57.423        | 8    | 3      |
| 5      | 18 | Eddie Irvine          | Jaguar-Cosworth  | 73     | + 1:12.434      | 14   | 2      |
| 6      | 16 | Nick Heidfeld         | Sauber-Petronas  | 73     | + 1:12.996      | 6    | 1      |
| 7      | 11 | Jean Alesi            | Jordan-Honda     | 72     | + 1 volta       | 9    |        |
| 8      | 7  | Giancarlo Fisichella  | Benetton-Renault | 72     | + 1 volta       | 12   |        |
| 9      | 8  | Jenson Button         | Benetton-Renault | 72     | + 1 volta       | 10   |        |
| 10     | 22 | Heinz-Harald Frentzen | Prost-Acer       | 72     | + 1 volta       | 15   |        |
| 11     | 9  | Olivier Panis         | BAR-Honda        | 72     | + 1 volta       | 13   |        |
| 12     | 19 | Pedro de La Rosa      | Jaguar-Cosworth  | 72     | + 1 volta       | 16   |        |
| 13     | 15 | Enrique Bernoldi      | Arrows-Asiatech  | 72     | + 1 volta       | 19   |        |
| 14     | 23 | Tomáš Enge            | Prost-Acer       | 72     | + 1 volta       | 21   |        |
| 15     | 2  | Rubens Barrichello    | Ferrari          | 71     | Motor           | 5    |        |
| Ret    | 10 | Jacques Villeneuve    | BAR-Honda        | 45     | Suspensão       | 18   |        |
| Ret    | 14 | Jos Verstappen        | Arrows-Asiatech  | 44     | Motor           | 20   |        |
| Ret    | 6  | Juan Pablo Montoya    | Williams-BMW     | 38     | Pane hidráulica | 3    |        |
| Ret    | 20 | Alex Yoong            | Minardi-European | 38     | Câmbio          | 22   |        |
| Ret    | 5  | Ralf Schumacher       | Williams-BMW     | 36     | Spun off        | 2    |        |
| Ret    | 21 | Fernando Alonso       | Minardi-European | 36     | Driveshaft      | 17   |        |
| Ret    | 17 | Kimi Räikkönen        | Sauber-Petronas  | 2      | Driveshaft      | 11   |        |
| Fonte: |    |                       |                  |        |                 |      |        |

## Tabela do campeonato após a corrida
| Pos.   | Piloto             | Pontos |
| ------ | ------------------ | ------ |
| 1      | Michael Schumacher | 113    |
| 2      | David Coulthard    | 61     |
| 3      | Rubens Barrichello | 54     |
| 4      | Ralf Schumacher    | 48     |
| 5      | Mika Häkkinen      | 34     |
| Fonte: |                    |        |

| Pos.   | Equipe           | Pontos |
| ------ | ---------------- | ------ |
| 1      | Ferrari          | 167    |
| 2      | McLaren-Mercedes | 95     |
| 3      | Williams-BMW     | 73     |
| 4      | Sauber-Petronas  | 21     |
| 5      | Jordan-Honda     | 19     |
| Fonte: |                  |        |

- Nota: Somente as primeiras cinco posições estão listadas e os campeões da temporada surgem grafados em negrito.